# Cephalops penultimus
Cephalops penultimus är en tvåvingeart som beskrevs av Ackland 1993. Cephalops penultimus ingår i släktet Cephalops och familjen ögonflugor. Inga underarter finns listade i Catalogue of Life.